# Liomera
Liomera is een geslacht van kreeftachtigen uit de klasse van de Malacostraca (hogere kreeftachtigen).

## Soorten
- Liomera albolineata (Serène & Nguyen, 1960)
- Liomera bella (Dana, 1852)
- Liomera caelata (Odhner, 1925)
- Liomera canaliculatus (Hombron & Jacquinot, 1846)
- Liomera cinctimanus (White, 1847)
- Liomera crucifera (Serène & Nguyen, 1960)
- Liomera edwardsi Kossmann, 1877
- Liomera edwarsi Kossman, 1877
- Liomera guttata de Man, 1888
- Liomera hartmeyeri (Odhner, 1925)
- Liomera laevis (A. Milne-Edwards, 1873)
- Liomera laperousei Garth, 1985
- Liomera lophopa (Alcock, 1898)
- Liomera margaritata (A. Milne-Edwards, 1873)
- Liomera medipacifica (Edmondson, 1951)
- Liomera monticulosa (A. Milne-Edwards, 1873)
- Liomera nigrimanus Davie, 1997
- Liomera nigropunctata (Serène & Nguyen, 1960)
- Liomera pallida (Borradaile, 1900)
- Liomera rubra (A. Milne-Edwards, 1865)
- Liomera rugata (H. Milne Edwards, 1834)
- Liomera rugipes (Heller, 1861)
- Liomera sagamiensis (Sakai, 1939)
- Liomera semigranosa de Man, 1888
- Liomera serratipes (Odhner, 1925)
- Liomera stimpsonii (A. Milne-Edwards, 1865)
- Liomera striolata (Odhner, 1925)
- Liomera supernodosa (Rathbun, 1906)
- Liomera tristis (Dana, 1852)
- Liomera venosa (H. Milne Edwards, 1834)
- Liomera virgata (Rathbun, 1906)
- Liomera yaldwyni Takeda & Webber, 2006